# Чупіно (Пишминський міський округ)
Чу́піно (рос. Чупино) — село у складі Пишминського міського округу Свердловської області.
Населення — 405 осіб (2010, 431 у 2002).
Національний склад станом на 2002 рік: росіяни — 97 %.